# Ragin' Cajun
| Recensione              | Giudizio |
| ----------------------- | -------- |
| Dizionario del Pop-Rock | [ 2 ]    |

Ragin' Cajun è un album discografico di Doug Kershaw, pubblicato dalla casa discografica Warner Bros. Records nel 1976.

## Tracce

### LP
Lato A
Testi e musiche di Doug Kershaw.
1. It Takes All Day (To Get Over Night) – 2:04
2. I'm Not Strong Enough – 2:45
3. You Won't Let Me – 3:07
4. Mamou Two-Step – 2:14
5. House Husband – 2:10
6. Bayou Girl – 3:13

Lato B
Testi e musiche di Doug Kershaw.
1. I'm Just a Nobody – 2:57
2. Sweetest Man Around – 3:02
3. Mon Chapeau (My Hat) – 3:21
4. Pamela Marie – 3:05
5. I'd Live Anywhere – 3:04
6. Blow Your Horn – 3:34

## Musicisti
It Takes All Day (To Get Over Night)
- Doug Kershaw - voce, fiddle
- Ben Benay - chitarra
- Max Paul Schwennsen - chitarra
- Rick Littlefield - Mandolino
- Jay Dee Maness - chitarra steel
- Larry Muhoberac - pianoforte
- Jerry Scheef - basso
- Jim Gordon - batteria

Mon Chapeau (My Hat)
- Tutti gli strumenti sono suonati da Doug Kershaw

Rimanenti brani
- Doug Kershaw - voce, fiddle, chitarra, violectra
- Annie Rose De Armas - voce
- Max Paul Schwennsen - chitarra, voce
- Al Kaatz - chitarra, pianoforte
- Brian Smith - basso
- Marty Vadalabene - percussioni

Note aggiuntive
- Doug Kershaw - produttore
- Norro Wilson (e Doug Kershaw) - produttori (brano: It Takes All Day (To Get Over Night))
- Registrazioni effettuate (tranne il brano: It Takes All Day (To Get Over Night)) allo Studio in the Country di Bogalusa, Louisiana (Stati Uniti)
- Brano: It Takes All Day (To Get Over Night), registrato al Capitol Studios
- Lee Peterzell - ingegnere delle registrazioni
- Jim Stroud e Don Dodge - assistenti ingegnere delle registrazioni
- Mastering effettuato al Warner Bros. Recording Studios, North Hollywood, California (Stati Uniti)
- Lockart - art direction e design copertina album
- Norman Seef - fotografia copertina album
- Lou Beach - cover art[3]

## Classifica
Album
| Anno | Classifica         | Posizione raggiunta |
| ---- | ------------------ | ------------------- |
| 1976 | Top Country Albums | 44                  |

Singoli
| Anno | Titolo del brano                     | Classifica        | Posizione raggiunta |
| ---- | ------------------------------------ | ----------------- | ------------------- |
| 1976 | It Takes All Day (To Get Over Night) | Hot Country Songs | 76                  |